# Stradivari Lord Dunn-Raven
Lo Stradivari Lord Dunn–Raven del 1710 è un violino antico realizzato dal liutaio Antonio Stradivari di Cremona (1644–1737). È uno dei soli 700 strumenti Stradivari esistenti. Questo violino è attualmente di proprietà della violinista Anne-Sophie Mutter. Il Lord Dunn-Raven fu creato durante il "periodo d'oro" degli Stradivari.